# Lei (ozdoba)

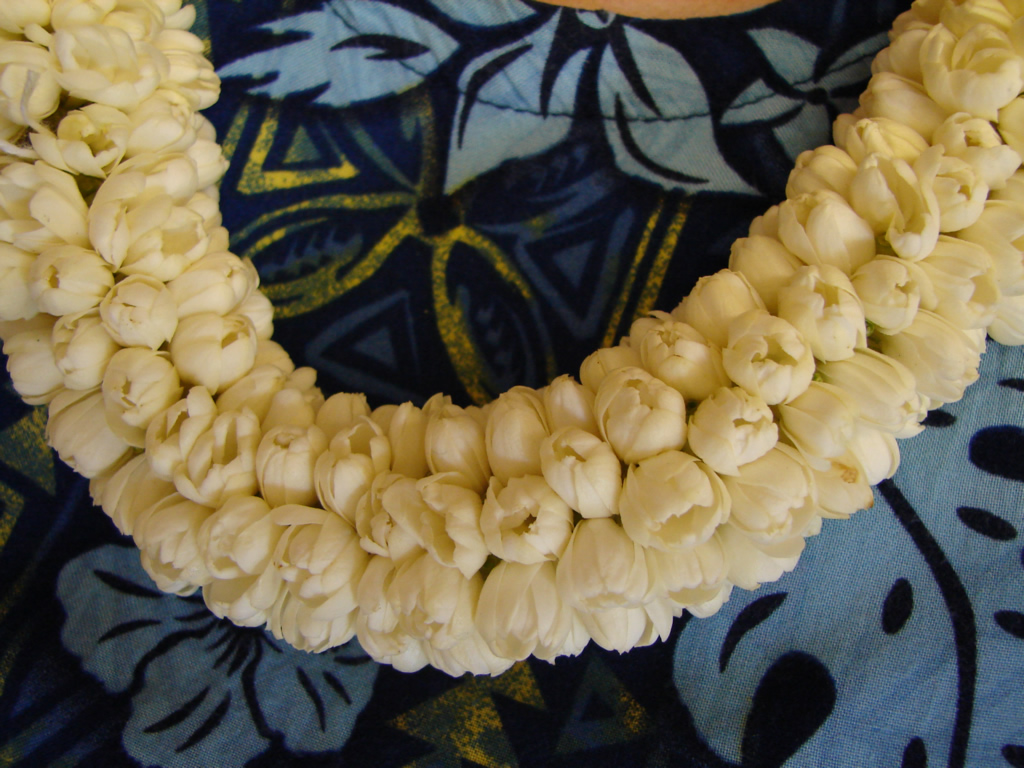
Lei z kwiatów pikake

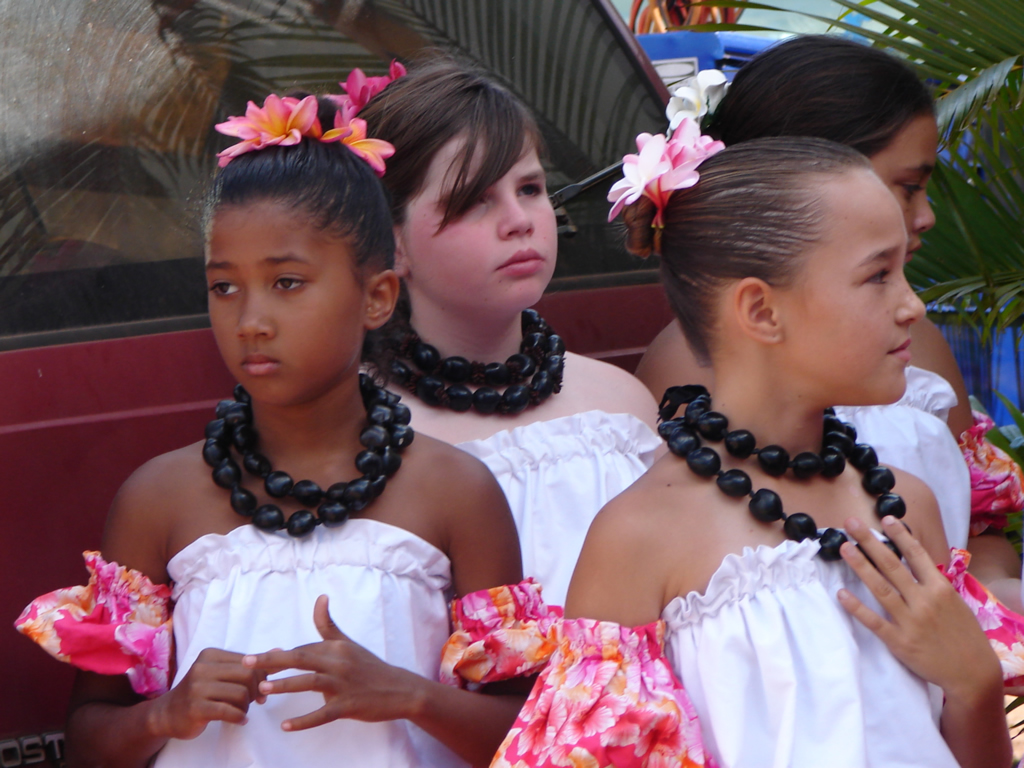
Lei zrobione z orzechów kukui

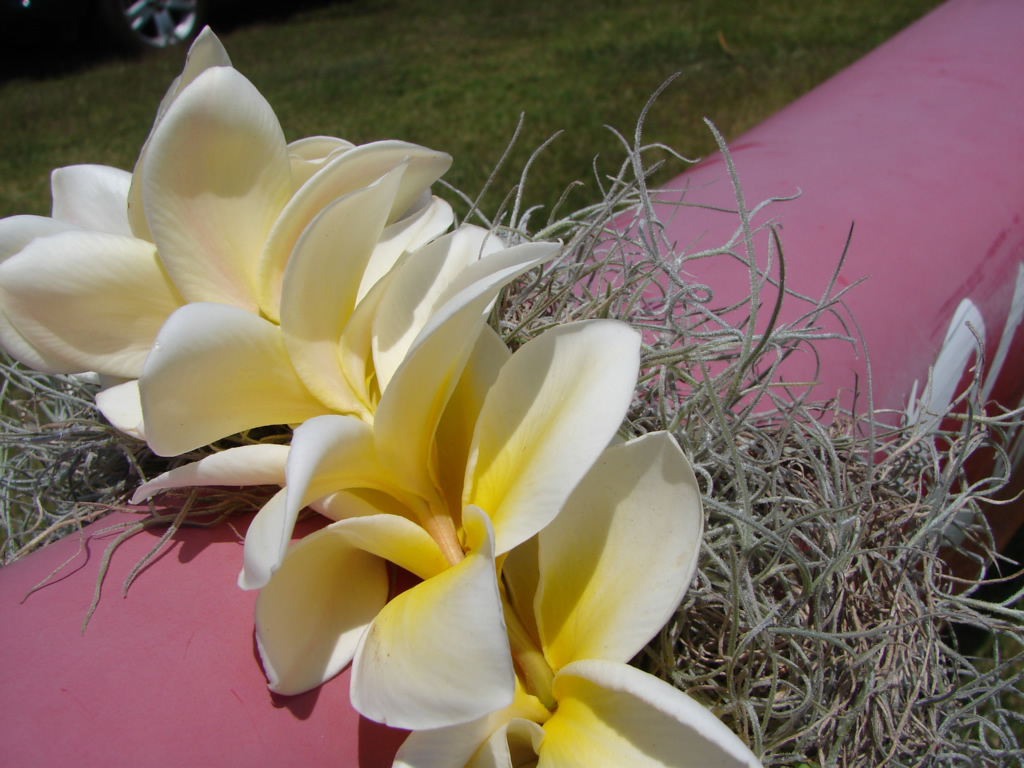
Lei wykonane z kwiatów plumerii

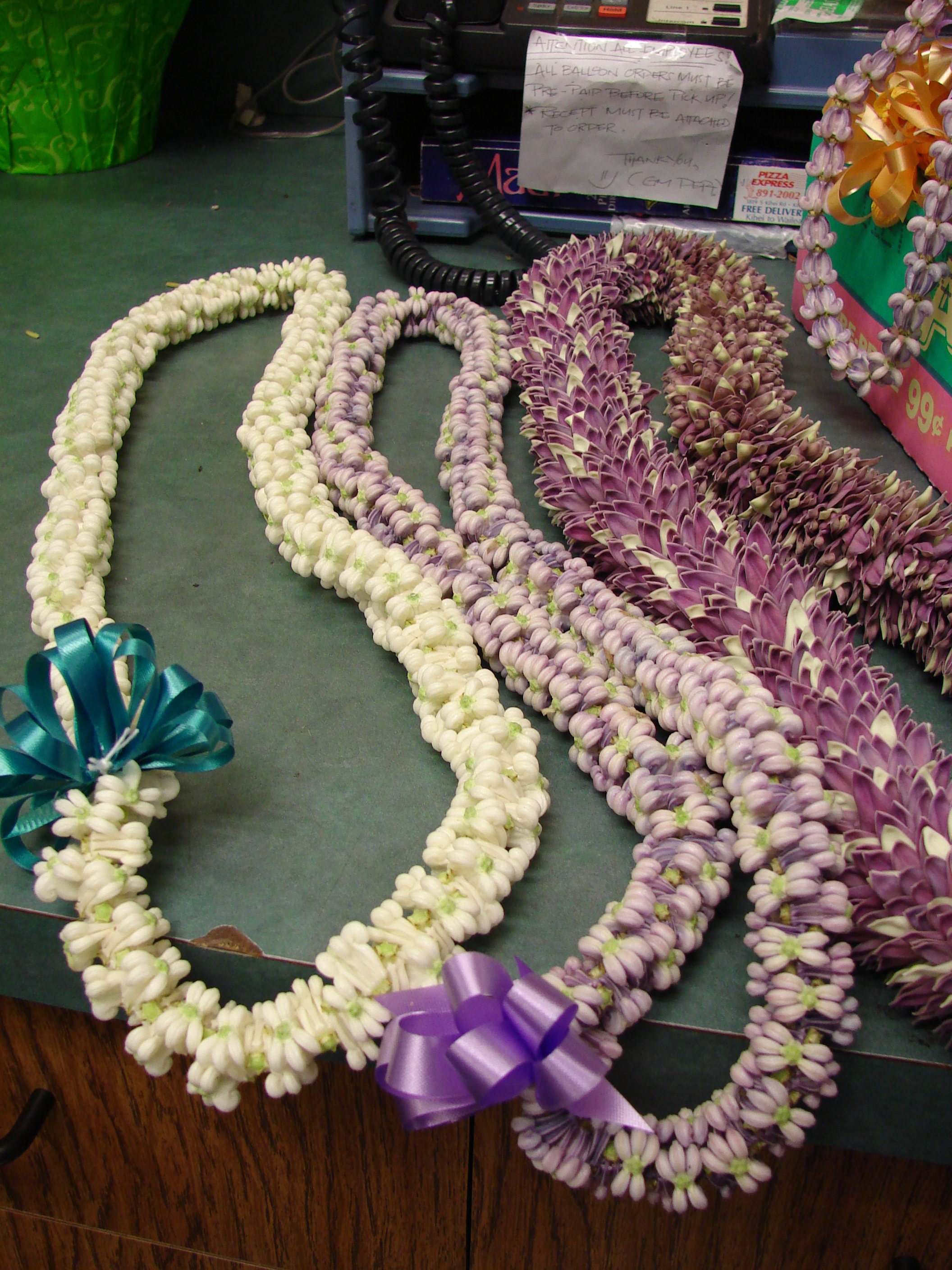
Lei z calotropis gigantea

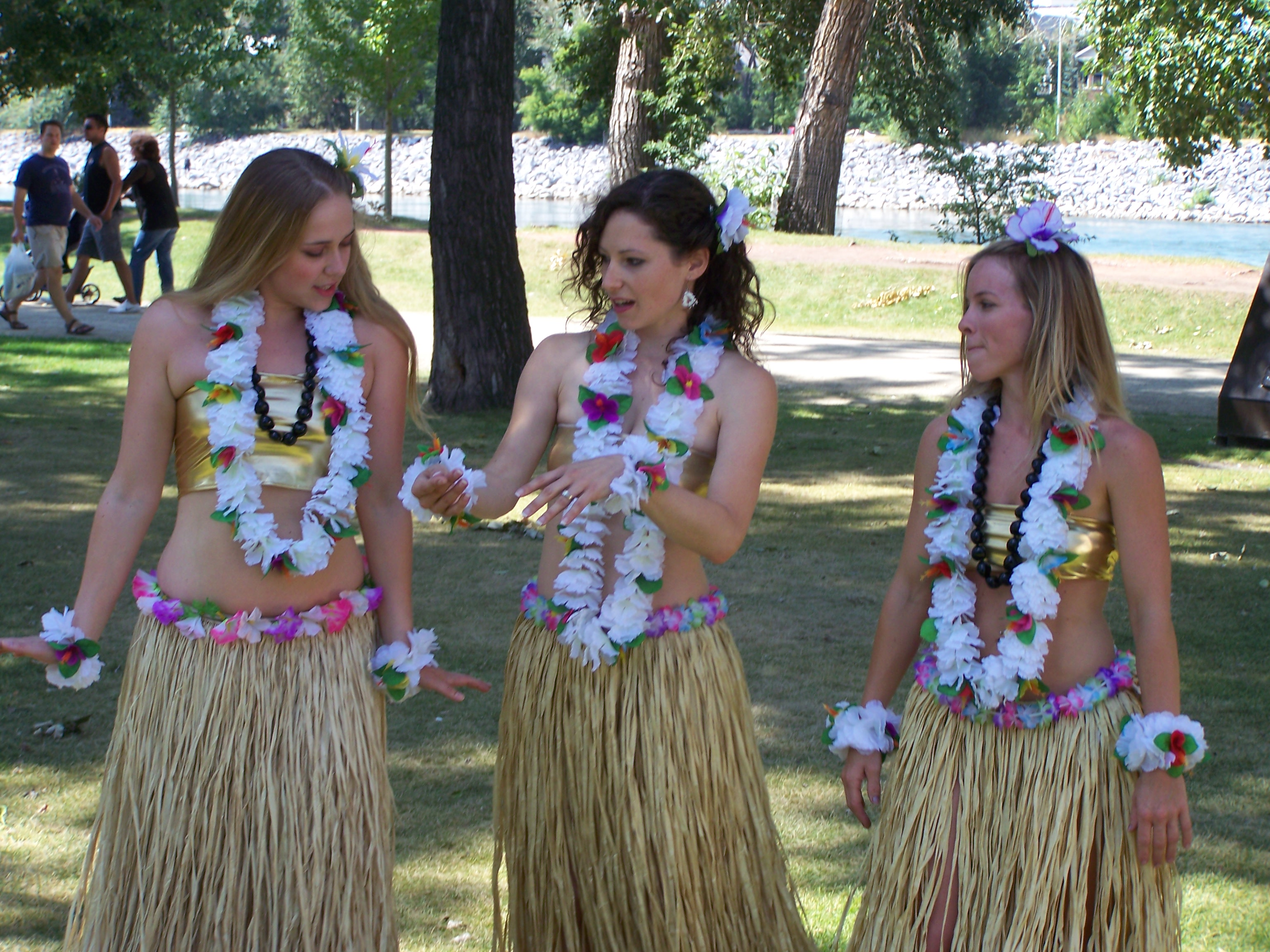
Tancerki noszące lei

Lei – hawajska nazwa wieńców i girland sporządzanych z kwiatów i innych materiałów. Odpowiednik na Tahiti i Wyspach Cooka nosi nazwę ei, zaś na Samoa – ula. Pierwotnie lei miały charakter sakralny, były ofiarowywane bogom podczas religijnych obrzędów obejmujących tańce i pieśni. Wręczano je również ważnym osobistościom na znak szacunku. Pozostałością tej tradycji jest rodzaj peleryny z długich girland kwiatowych lei aliʻi, którymi zdobi się pomnik króla Hawajów Kamehamehy I.
Zwyczaj robienia i wręczania lei znany jest w całej Polinezji. Obecnie jest zachowywany bardziej na użytek przemysłu turystycznego, kojarzą się przede wszystkim z hawajskim tańcem hula i girlandami lei ʻaʻi, wręczanymi turystom.

## Materiały i techniki wykonania
Lei zazwyczaj kojarzą się z kwiatami, lecz tradycyjnie wykorzystuje się bardzo różnorodne przedmioty: muszelki, liście, pnącza zwane na Hawajach maile (Alyxia oliviformis), papier, orzechy kukui, ptasie pióra itd. bardziej istotne jest wykorzystanie jednej z kilku tradycyjnych technik.:
- kui – nanizanie za pomocą igły na pojedynczą nić,
- hipuʻu – robienie supłów z łodyg roślin
- hili – warkocz przy użyciu jednego typu materiału, często roślin pnących,
- wili – skręcanie jak korkociąg, czasem z użyciem rafii,
- humu-papa – przyszywanie materiałów do podłoża,
- hilo – podwójny sznur, często z liści rośliny ti (Cordyline fruticosa)
- haku – potrójny warkocz z wykorzystaniem dodatkowych materiałów: listków, kwiatów, jagód.

Współcześnie najczęściej stosowanym materiałem są kwiaty plumerii, lecz tradycyjnie każda wyspa miała swój własny zwyczajowo przyjęty materiał do ich wyrobu, który jednocześnie staje się symbolem samej wyspy, np.:
- Oʻahu – pomarańczowe kwiaty ilima
- Hawaiʻi – czerwone kwiaty lehua
- Maui – różowe lokelani
- Molokaʻi – srebrzystozieline liście kukui oraz białe drobne kwiatki
- Kauaʻi – podłużne liście i ciemne jagody
- Lānaʻi – żółtopomarańczowe pnącze kaunaʻoa (Cuscuta sandwichiana)
- Kahoʻolawe (niezamieszkana) – hinahina (Heliotropium anomalum)
- Niʻihau – drobne i cenne muszelki püpü[1]

## Zwyczaje związane zlei
- Lei jest symbolem miłości, przyjaźni, szacunku itp., nie można go więc po jakimś czasie ot tak wyrzucić, zgodnie z tradycją należy je odnieść, tam gdzie zebrano, zakopać, spalić lub zasuszyć.
- W kulturach polinezyjskich dotknięcie głowy drugiej osoby jest uważane za brak szacunku, więc lei nie zakłada się na szyję tylko trzyma z lekkim ukłonem na wysokości serca, ta druga osoba sama go odbiera.
- Wręczając lei mówi się „aloha”, przyjmując – „mahalo”, co oznacza to samo, co dziękuję w języku polskim.
- Nie wypada odmówić przyjęcia lei.
- Lei nosi się luźno na ramionach, nieowinięte wokół szyi.
- Kobiecie ciężarnej lub karmiącej wręcza się jedynie otwarte lei.[2]